# أدب حقوق الإنسان
يُعرف أدب حقوق الإنسان بأنه نوع أدبي يتعامل مع قضايا حقوق الإنسان، ويروج بنحو مباشر أو غير مباشر لقيم حقوق الإنسان.
إن الهدف من أدب حقوق الإنسان هو الجمع بين القوة الدافعة الأدبية والدافع للعمل، وهو عنصر أساسي ومتكامل للنضال من أجل حماية حقوق الإنسان.
يعتمد هذا النوع الأدبي على مفهوم «الأدب الملتزم»  الذي صاغه الكاتب والفيلسوف الفرنسي جان بول سارتر.
تلتزم أدبيات حقوق الإنسان بالمجتمع وتؤمن بأن لكل فرد منا واجبًا أخلاقيًا وقوة لإحداث تغيير اجتماعي، ويستند إلى الإيمان بالقوة الهائلة للأدب في إحداث تغيير، وفي مسؤولية المؤلف تجاه القراء على الصعيدين الاجتماعي والفني.

## خلفية المفهوم
وُضِّح مفهوم أدب حقوق الإنسان أول مرة في مقدمة كتاب الحرية، وهي مختارات من القصص القصيرة لكتاب مشهورين من جميع أنحاء العالم، نُشرت في بريطانيا عام 2010 من قبل شركة ماينستريم للنشر بالتعاون مع منظمة حقوق الإنسان ومنظمة العفو الدولية، وقد كُتبت القصص باللغة الإنجليزية، وكتبت بروح الإعلان العالمي لحقوق الإنسان.
تناقش المقدمة «القوة الهائلة للأدب»، بقلم فيريد كوهين برزيلاي، والعلاقة بين الرواية الإيطالية «بريما دي لاسيارسي» للكاتبة غابرييلا أمبروسيو، «قبل أن نقول وداعًا»، بحقوق الإنسان.
تُرجِمت المقدمة مع الكتاب إلى لغات مختلفة ونُشِرت في جميع أنحاء العالم، مثل المملكة المتحدة والولايات المتحدة وكندا وبولندا وإسبانيا وأمريكا اللاتينية وإيطاليا. في مهرجان إدنبرة للكتاب 2010، جرى تقديم المفهوم الأولي أول مرة للجمهور المناقش، وفي مارس 2012، قُدِّم رسميًا من قبل كوهين-بارزيلاي في جامعة أكسفورد، في المملكة المتحدة في حلقة نقاش عقدت تحت عنوان «قوة الأدب وحقوق الإنسان»، وأوائل عام 2013 في المهرجان الأدبي في كلية لندن للاقتصاد, في عام 2012، أسس كوهين بارزيلاي «النشر الإلكتروني لحقوق الرواية»، وهي دار نشر إلكترونية متخصصة في إنشاء وتعزيز أدبيات حقوق الإنسان.

## الأدب الملتزم وارتباطه بأدب حقوق الإنسان
يقوم «أدب حقوق الإنسان» على فكرة «الأدب الملتزم» التي صاغها الكاتب والفيلسوف الفرنسي جان بول سارتر في كتابه «ما الأدب؟»،  قال سارتر بأن المثقفين والمواطنين العاديين يجب أن يكون لهم موقف، خاصة فيما يتعلق بالصراعات السياسية الكبرى. كان سارتر يأمل في أن يكون الأدب وسيلة لتمكين الأقليات المضطهدة من الحصول على الاعتراف وأن أعضاء النخب سينقلون إلى العمل نتيجة لتأثير الأدب، وجادل بأنه إذا انتهت الرواية بدعوة إلى العمل، فعليها أن تخاطب بوعي المجموعات التي لديها القدرة على التصرف.
يقدم سارتر وظيفة مزدوجة للأدب، إذ يعمل مرآة للظالم وأيضًا مصدرًا لإلهام وتوجيه المضطهدين، على الرغم من أنه لا يشرح صراحة ما هو الإجراء الذي يجب اتخاذه أو كيفية القيام به في إطار الأدب الملتزم، ويقول إنه يجب اختيار الإجراءات المختلفة وفقًا لمساهمتها في تحقيق الديمقراطية الاشتراكية، ولكن المؤلف يجب ألا يقرر وفقًا للعقيدة، بطريقة المستنكف ضميريًا.
تتعامل أدبيات حقوق الإنسان بوصفها مفهومًا أخلاقيًّا بنحو مباشر أو غير مباشر مع حقوق الإنسان، وتقود قراءها إلى فهم حقوق الإنسان والعمل على حمايتها، وترفق المنتجات الأدبية بمعلومات عامة تتعلق بحقوق الإنسان والمنظمات، فضلًا عن اقتراحات للعمل المباشر التي تسير جنبًا إلى جنب مع الموضوعات التي تنشأ من الأدب.

## قوة الأدب مقابل قوة الفن
جادل سارتر بأن «قارئ الرواية يخضع للكتاب الذي أمامه، ويتخلى عن وجوده الدنيوي ليفترض وجودًا غير مباشر في أثناء قراءته، وهو يعيش المشكلة التي يساعد نفسه في خلقها، ويضع نفسه في موقف أكثر تعاطفًا مع وجوده».
ما تود الكاتبة مارينا نعمت قوله، وهي مؤلفة كتاب «سجينة طهران» والفائزة بجائزة البرلمان الأوروبي «الكرامة الإنسانية»: «يسمح الأدب للضحية بأن تصبح ناجية وتقف في وجه الماضي لضمان حياة ومستقبل أفضل، إنه الأدب الذي يحمل التجربة الإنسانية، ويصل إلى قلوبنا، ويجعلنا نشعر بألم أولئك الذين عوملوا بظلم. دون الأدب والسرد، سنفقد هويتنا بوصفنا بشرًا وستذوب في ظلام الزمن وأخطائنا المتكررة التي تقودنا من دمار إلى آخر يمكننا الابتعاد عنه».
ومن هنا تؤكد أدبيات حقوق الإنسان على مسؤولية المؤلف في الخوض بكتابات غير معزولة عمدًا عن العالم والأحداث الجيوسياسية والأزمات الاجتماعية الإقليمية أو العالمية، ولا تؤمن أدبيات حقوق الإنسان بالكتابة لأغراض جمالية فنية بحتة، كما تدعو الكتاب لممارسة واجبهم الأخلاقي والاجتماعي إذ تكون قوة الإبداع الأدبي على الجمهور هائلة وتؤتي ثمارها.
وفقًا للفيلسوفة الأمريكية مارثا نوسباوم في كتابها «عدالة الشعر»، إن التعاطف الاجتماعي شرط ضروري للمعاملة العادلة في المحاكم.
لاحظت نوسباوم وجود نقص في البيانات الخيالية حول الأشخاص الذين يجب الحكم عليهم، والروايات هي مكان واحد يمكنهم البحث فيه عن التوجيه.
كتب المؤلف ريتشارد رورتي عن «ثقافة حقوق الإنسان»، وهو مصطلح يرفض اقتراضه من الفقيه والفيلسوف الأرجنتيني إدواردو رابوسي، في مقال بعنوان «حقوق الإنسان المتجنس»، يجادل رابوسي بأن الفلاسفة يجب أن يفكروا في هذه الثقافة على أنها حقيقة جديدة مرحب بها في عالم ما بعد الهولوكوست، يجب أن يتوقفوا عن محاولة التخلف عن هذه الحقيقة.